# Kamel Doukh
Kamel Doukh (arabe : كمال الدوخ) est un ingénieur et homme politique tunisien. Il est ministre de l'Équipement, de l'Habitat et de l'Infrastructure de septembre 2020 à octobre 2021.

## Biographie
Titulaire d'un diplôme d'ingénieur en génie civil de l'École nationale d'ingénieurs de Tunis.
Il a passé sa carrière au sein du ministère de l'Équipement et de l'Habitat. En 2018, il est nommé directeur général de l'aménagement du territoire.
Il a également été directeur général adjoint de Tunisie Autoroutes.
Le 2 septembre 2020, il est nommé ministre de l'Équipement, de l'Habitat et de l'Infrastructure dans le gouvernement de Hichem Mechichi. Le 20 décembre, à la suite du limogeage du ministre de l'Environnement et des Affaires locales, Mustapha Aroui, Doukh est nommé par le chef du gouvernement pour assurer également l'intérim à la tête de ce ministère.